# Unadillides
Unadillides är ett släkte av fjärilar. Unadillides ingår i familjen mott.
Kladogram enligt Catalogue of Life:
| Unadillides | \| \| Unadillides distichella \| \| \| \| \| \| Unadillides microphaea \| \| \| \| |
|             | \| \| Unadillides distichella \| \| \| \| \| \| Unadillides microphaea \| \| \| \| |
|             | Unadillides distichella                                                            |
|             |                                                                                    |
|             | Unadillides microphaea                                                             |
|             |                                                                                    |